# Николай Гурбанов
Николай Гурбанов е тракийски народен певец, фолклорист. Председател на Български национален младежки фолклорен съюз.

## Биография
Роден на 6 септември 1993 година, в град Варна.
Започва първите си музикални изяви, като хорист в хора на варненските момчета ”Морски звуци”. От първи до четвърти клас (2000 – 2004 г.) изучава български народни танци, а след това постъпва в музикалното училище в град Варна, със специалност акордеон, както и към школата на Павлинка Тодорова (майка на известната певица Елица Тодорова).
През 2011 г. постъпва в Национална гимназия за хуманитарни науки и изкуства ”Константин Преславски” – гр. Варна, със специалност народно пеене, където завършва средното си образование. От 2012 година е студент в Академия за музикално, танцово и изобразително изкуство – гр. Пловдив, със специалност Дирижиране на народни състави и народно пеене, както и солист на Академичен народен хор при АМТИИ.
Гурбанов е основател и понастоящем – Председател на Български национален младежки фолклорен съюз, чиито основни цели са съхраняване и популяризиране на българското народно творчество, подпомагане и образоване на младите фолклорни таланти.
Артистичен директор на Национален младежки фолклорен събор, който се провежда ежегодно в град Калофер.
Освен като инструменталист и народен изпълнител, Николай Гурбанов проявява талант в композирането и аранжирането на музикални произведения, както и активната му научно–изследователска дейност.

## Дискография
- Два музикални албума в съавторство: „Млада добруджа“ 2006 г., „Ново начало“ 2009 г.
- Две отличия за значителен принос за изграждане авторитета на град Варна, от Община Варна.
- Званието „Дарование 2012“
- Награда на „Ротари клуб – Евксиноград“ – за принос в науката и културата, 2012 г.
- Първи самостоятелен музикален албум с народни песни „Феникс“.
- През лятото на 2013 година, прави първите си записи с Оркестъра за народна музика при Българско Национално Радио.
- Автор на сборник „Народни песни с клавирен съпровод“, 2013 г.